# II. Kálmán bolgár cár
II. Kálmán (? – 1257) bolgár cár 1257-ben.
Édesapja Sebastokrator Sándor, II. Iván Aszen fivére volt. 1257-ben Tirnova közelében néhány tirnovai polgár segítségével unokaöccsét, az akkor uralkodó II. Mihály cárt meggyilkolta, majd a trónt és az özvegy cárnét is hatalmába ejtette; de néhány hét múlva már meghalt. Valószínűleg az özvegy cárné – atyja, I. István Uroš szerb király biztatására – ölette meg. Kálmánnal halt ki az Aszenidák dinasztiája.

## Lásd még
- Az Aszen-ház családfája
- Bolgár cárok családfája

| Előző uralkodó: II. Mihály | Bulgária cárja 1257 | Következő uralkodó: I. Konstantin |